# Динамо (станция метро, Екатеринбург)
«Дина́мо» — станция Екатеринбургского метрополитена. Расположена между станциями «Уральская» и «Площадь 1905 года». Рядом со станцией находится стадион «Динамо» и Дворец игровых видов спорта «Уралочка».

## История строительства
В 1973 году в районе будущей станции метро «Динамо» были пробурены шесть скважин, с целью изучения геологических условий под городом и возможности строительства метро. В феврале 1981 года на станции была увеличена доля горно-капитальных работ и начато обустройство поверхностных площадок. В октябре 1981 года завершилась проходка шахтного ствола.
В июне 1983 года на перегоне к станции «Площадь 1905 года» началась проходка обоих тоннелей, в январе 1984 года была закончена подготовка к проходке левого и правого тоннелей в сторону станции «Уральская».
В июле 1987 года были уложены первые тюбинги в эскалаторном тоннеле станции, в декабре того же года после проходки нескольких сотен метров под городским прудом строители осуществили сбойку в левом перегонном тоннеле к станции «Площади 1905 года».
В апреле 1988 года комплексная бригада Н. Чулпанова произвела сбойку правого подземного коридора, связавшего станции «Площадь 1905 года» и «Динамо». Было пройдено, в том числе под городским прудом, 736 метров. В октябре того же года комплексная бригада Л. К. Тонина досрочно справилась с работами на сводовой части станции «Динамо».
В январе 1989 года были начаты работы по сооружению обратного свода, в феврале того же года после сбойки, проведённой бригадой проходчиков Ю. Гнидина в левом перегонном тоннеле между станциями «Динамо» и «Уральская», был обеспечен сквозной проезд поезда под землёй по всей трассе от центра города до станции «Проспект Космонавтов».
22 декабря 1994 года Глава города Екатеринбурга утвердил «Акт государственной комиссии о приёмке в эксплуатацию». В этот же день директор Екатеринбургского метрополитена И. А. Титов вручил машинисту электропоезда А. Безлепкину символический ключ от первой очереди Екатеринбургского метро при пуске станции. Было открыто пассажирское движение.
5 декабря 2007 года к станции была подведена троллейбусная линия (маршрут № 4), ведущая в Пионерский микрорайон.

## Оформление
Односводчая станция по проекту архитекторов института Свердловскгражданпроект Аркадия Заславского и Леонида Масленникова раскрывает спортивную тематику. Оригинальная конструкция водоотводящего зонта, являющегося одновременно и элементом архитектурного декора станции, позволила организовать скрытое закарнизное освещение. Оно представляет собой ряд чередующихся в верхней части свода больших проёмов с мягким отражённым светом. Путевые стены и полы облицованы красным карельским гранитом в сочетании с рисунчатым мрамором «газган». В конце платформы, на фоне торцевой стены расположена копия классической скульптуры древнегреческого скульптора Мирона середины V века до н. э. — дискобол. По оси зала установлено 5 светильников, напоминающих факелы.
По данным на февраль 2011 года, в трёх светильниках-факелах (1-м, 3-м и 5-м) вместо ртутно-гелиевых ламп (дающих фиолетовый свет) установили натриевые (с ярким жёлтым светом). Во 2-м и 4-м светильниках — по-прежнему ртутно-гелиевые лампы.

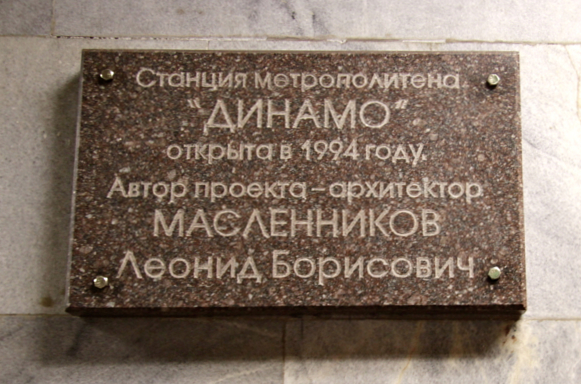
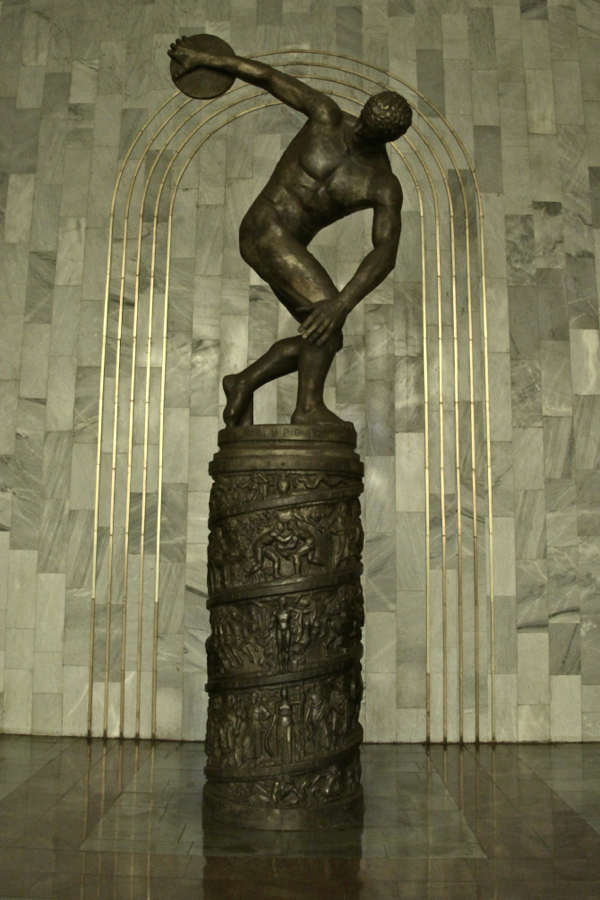
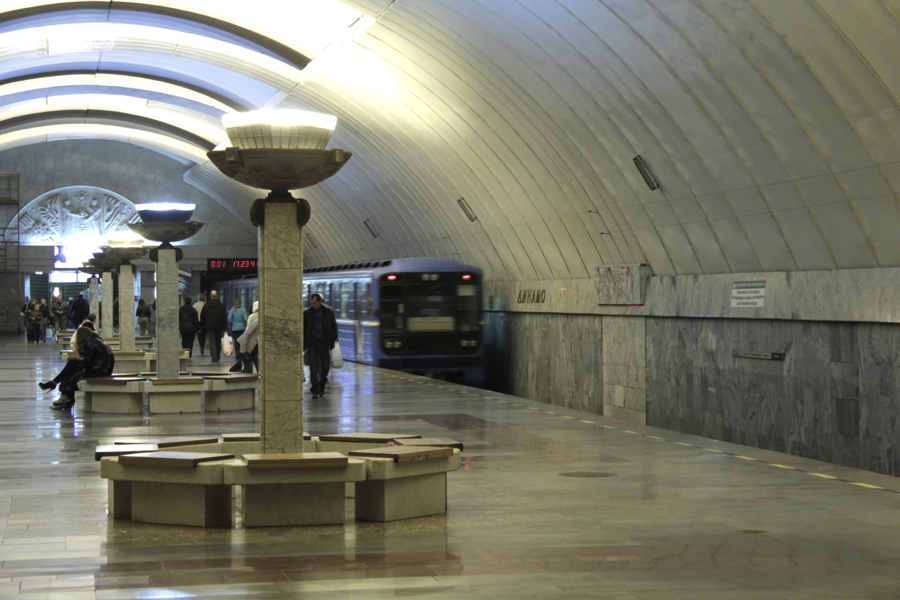
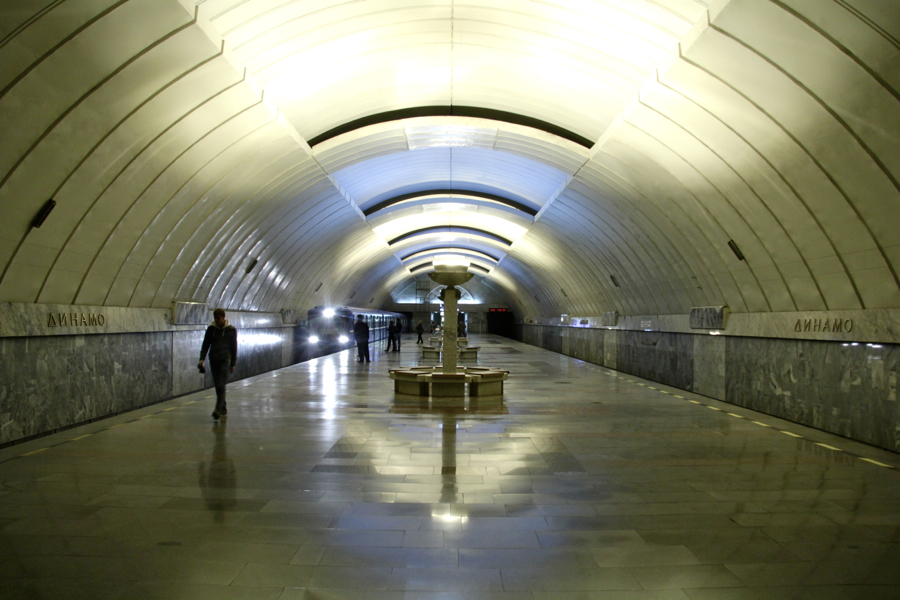

## Наземный общественный транспорт
Долгое время станция была обделена вниманием общественного транспорта. В настоящее время станция имеет выход к единственной остановке троллейбуса.
Таблица: маршруты общественного транспорта (данные на май 2020)
| 34 | «Динамо» | станция метро «Динамо» | Горбольница 7 |